# Bruant sauterelle
Ammodramus savannarum
Pour les articles homonymes, voir Sauterelle.
Espèce
Répartition géographique
- Aire de nidification
- Présent à l'année
- Aire d'hivernage

Statut de conservation UICN

 LC  : Préoccupation mineure
Le Bruant sauterelle (Ammodramus savannarum) est une espèce de passereau appartenant à la famille des Passerellidae.

## Répartition et sous-espèces
Selon la classification de référence du Congrès ornithologique international (15.1, 2025) il se répartit en douze sous-espèces :
- A. s. perpallidus (Coues, 1872) — centre/ouest des États-Unis ;
- A. s. ammolegus Oberholser, 1942 — sud de l'Arizona et Sonora ;
- A. s. pratensis (Vieillot, 1818 — sud-est du Canada et est des États-Unis ;
- A. s. floridanus (Mearns, 1902 — centre de la Floride ;
- A. s. bimaculatus Swainson, 1827 — aire siddoute à travers le Mexique et l'Amérique centrale ;
- A. s. beatriceae Olson, 1980 — Panama ;
- A. s. cracens (Bangs & Peck, 1908) — Bélize, Honduras, Nicaragua ;
- A. s. caucae Chapman, 1912 — vallée du Cauca (Colombie) ;
- A. s. savannarum (Gmelin, 1789) — Jamaïque ;
- A. s. intricatus Hartert, 1907 — Hispaniola ;
- A. s. borinquensis Peters,JL, 1917 — Porto Rico ;
- A. s. caribaeus (Hartert, 1902 — Bonaire et Curaçao.